# Кеймбридж (Огайо)
Ке́ймбридж (также Ке́мбридж, англ. Cambridge) — город с местным самоуправлением (city) в штате Огайо, США. Административный центр и крупнейший населённый пункт округа Гернси. Население — 10 635 человек (по переписи 2010 года).

## История

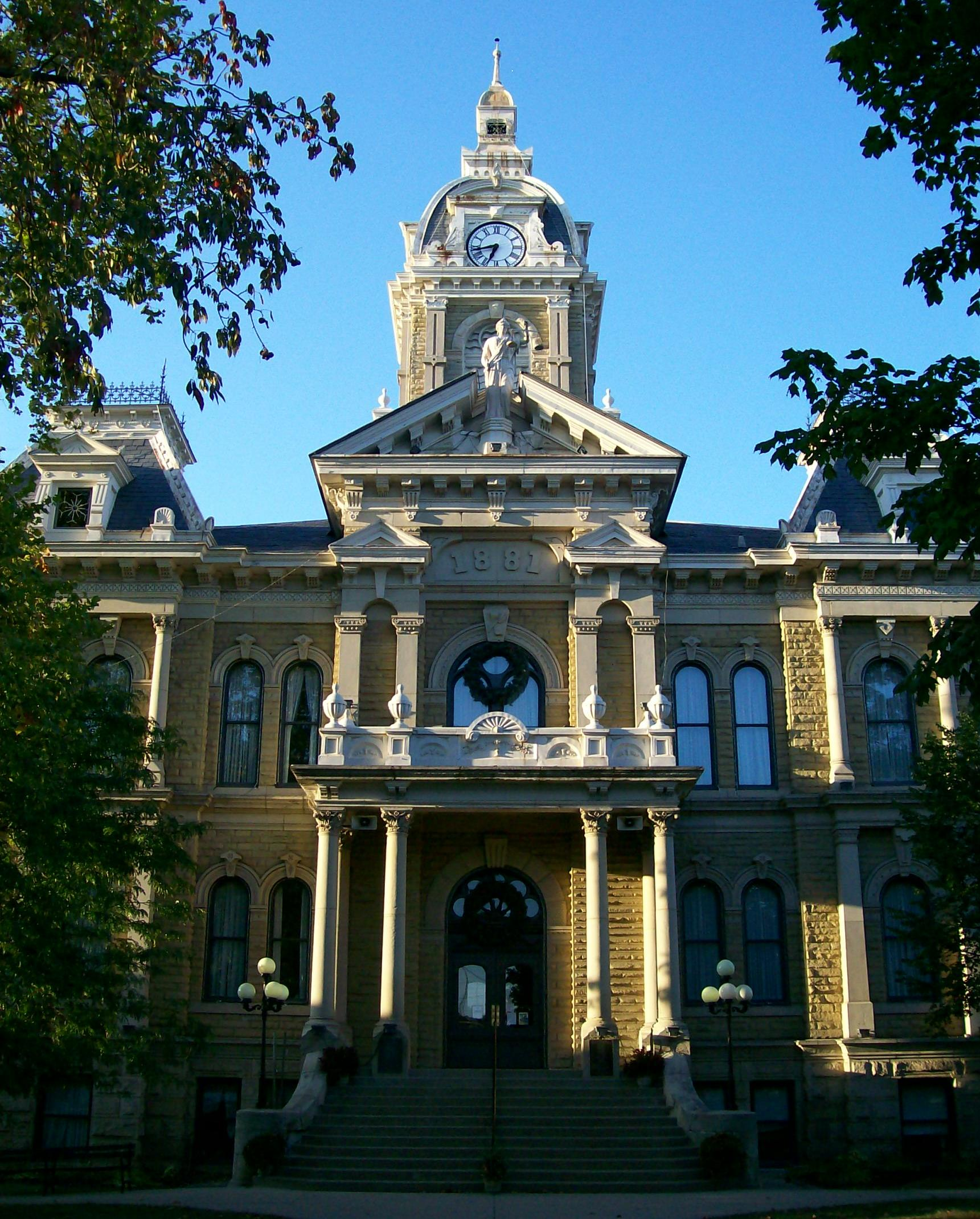
Окружной суд Гернси (1881)

В 1796 году Эбенезер Зейн построил дорогу через современный Кеймбридж, в настоящее время — US 40. Именно он дал населённому пункту название по одноимённому городу в Англии.
В 1806 году на территории Кеймбриджа одной из первых поселилась семья Томаса Сарчета (1770—1837), иммигранта с острова Гернси. Дом одного из его сыновей, Питера Сарчета, в настоящее время располагается на SR 365 в северной части города. В 1979 году он был внесён в Национальный реестр исторических мест с номером 799001849. Дом Мозеса Сарчета, построенный в 1830—1833, также включён в реестр в 1987 году (код 87000808).
К 1840-м годам население Кеймбриджа насчитывало почти тысячу человек. К началу гражданской войны через город уже проходили две важные железнодорожные линии.
Окружной суд Гернси был построен в 1881—1883. Включён в национальный реестр исторических мест в 1973 году под номером 73001452. Архитектор — Джозеф Йост.
В конце 1880-х годов близ Кеймбриджа были обнаружены месторождения нефти и природного газа. Впоследствии здесь развилась отрасль стеклоделия. В XX веке она пришла в упадок, однако количество туристов, посещающих Кеймбридж для приобретения стеклянных предметов, возрастало.

## Транспорт
В южной части города располагается пересечение двух межштатных магистралей США — I-70 и I-77.
Железнодорожные рейсы через Кеймбридж в настоящее время обслуживаются CSX Transportation.
Южнее города действует Кембриджский муниципальный аэропорт.

## Демография
Согласно данным переписи населения 2010 года, в Кеймбридже проживало 10 635 человек. В 2000 году этот показатель составлял 11 539 человек.
Расовый состав жителей города в 2010 году распределился следующим образом: представителей белой расы 92,68 %, афроамериканцев 3,39 %, коренных американцев 0,03 %, азиатов 0,31 %, представителей двух и более рас 2,97 %, латиноамериканцев любой расы 1,21 %.